# 1994 en Ukraine
Chronologie de l'Ukraine
- 1990
- 1991
- 1992
- 1993
- 1994
- 1995
- 1996
- 1997
- 1998

Cette page concerne les évènements survenus en 1994 en Ukraine  :

## Évènement
- 27 mars-10 avril : Élections législatives
- 27 mars : Référendum en Crimée
- 26 juin-10 juillet : Élection présidentielle
- 5 décembre : Participation au mémorandum de Budapest.

## Sport
- Championnat d'Ukraine de football 1993-1994
- Championnat d'Ukraine de football 1994-1995
- Coupe d'Ukraine de football 1993-1994
- Coupe d'Ukraine de football 1994-1995
- Participation de l'Ukraine aux Jeux olympiques d'hiver de Lillehammer.

## Création
- Bank Forum (en)
- Conseil rural de Bilenke, Oblast de Zaporizhzhia (en)
- Forum du livre de Lviv
- SC Dynamo Sloviansk (en)

## Dissolution
- WFC Dynamo Kyiv (en)

## Naissance
- Mykhaylo Berezovyi (uk), footballeur.
- Anzhelika Tahir (en), mannequin et actrice.
- Danylo Kalenichenko (en), joueur de tennis.
- Serhiy Nykyforov, athlète (saut en longueur).

## Décès
- Nadezhda Dotsenko (uk), actrice.
- Did Panas (uk), acteur.
- Evgenyi Nikolayevich Savchenko (uk), entomologiste
- Semen Tutuchenko (uk), architecte.
- Zhernov Igor Yevgeniyovych (uk), hydrologue.